# Duello Burr-Hamilton
Il duello Burr-Hamilton ebbe luogo l'11 luglio 1804 a Weehawken, località del New Jersey non distante da New York, tra i due uomini politici Aaron Burr — all'epoca vicepresidente in carica degli Stati Uniti — e Alexander Hamilton, già primo segretario al tesoro dal 1789 al 1795.
Il duello fu il culmine di una lunga e aspra rivalità tra i due politici e si risolse con la morte di Hamilton, deceduto il giorno dopo essere stato ferito dal colpo sparatogli da Burr.
Si trattò di una delle rivalità interpersonali più famose della storia degli Stati Uniti: la tensione tra i due raggiunse un punto insostenibile quando su un quotidiano di Albany, in piena campagna governatoriale di New York del 1804 che vedeva lo stesso Burr tra i candidati alla massima carica di quello stato, apparve un articolo che riportava dichiarazioni di Hamilton che Burr ritenne diffamatorie (e che secondo lui gli costarono la sconfitta nella corsa elettorale).
All'epoca già illegale in molti Stati dell'Unione, compresi lo stesso New York e il New Jersey, il duello si tenne in quest'ultimo stato per scelta dei contendenti per via della minore severità nell'applicazione della legge al riguardo.
Ciò non tenne Burr al riparo da due processi per omicidio, uno per ciascuno dei due stati interessati, ma che si tradussero in altrettante assoluzioni; tuttavia le polemiche susseguenti al duello misero di fatto fine alla sua carriera politica mentre il partito Federalista, già sconfitto nelle presidenziali del 1800, fu ulteriormente indebolito dalla morte di Hamilton.

## Antefatto
Il conflitto personale tra Burr e Hamilton si inseriva in uno più ampio e di natura politica tra i due grandi partiti dell'Unione, il Democratico-Repubblicano, cui Burr afferiva, e il Federalista, di cui Hamilton fu uno dei fondatori e leader: le prime schermaglie si ebbero nel 1791 quando Burr vinse un seggio senatoriale a scapito del federalista Philip Schuyler, suocero di Hamilton (a sua volta, all'epoca, segretario al Tesoro).

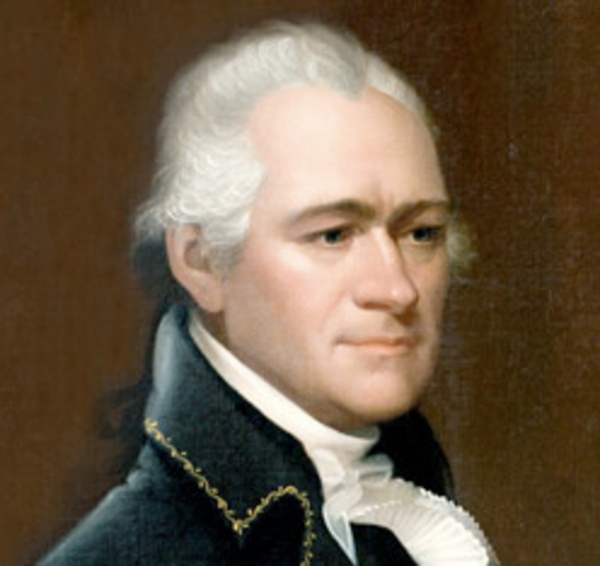
Hamilton dipinto da Ezra Hames (1802)

Nel 1800 Burr era uno dei candidati alla presidenza ma il collegio elettorale espresse un voto paritario tra lui e Thomas Jefferson.
Tali elezioni si svolsero in un clima di sfiducia reciproca: i federalisti temevano che Jefferson facesse passi indietro rispetto alla politica degli ultimi dodici anni e indebolisse il potere federale soprattutto in materia di tassazione e difesa (oltre a fare oggetto Jefferson di accuse personali quali per esempio essere etilista, nemico delle religioni e padre di numerosi «bambini mezzosangue mulatti», inferendo quindi la sua abitudine di intrattenere rapporti sessuali con le proprie schiave di provenienza africana), mentre i democratico-repubblicani accusavano i federalisti di usare i mezzi del governo centrale per reprimere il dissenso a spese di tutta l'Unione.

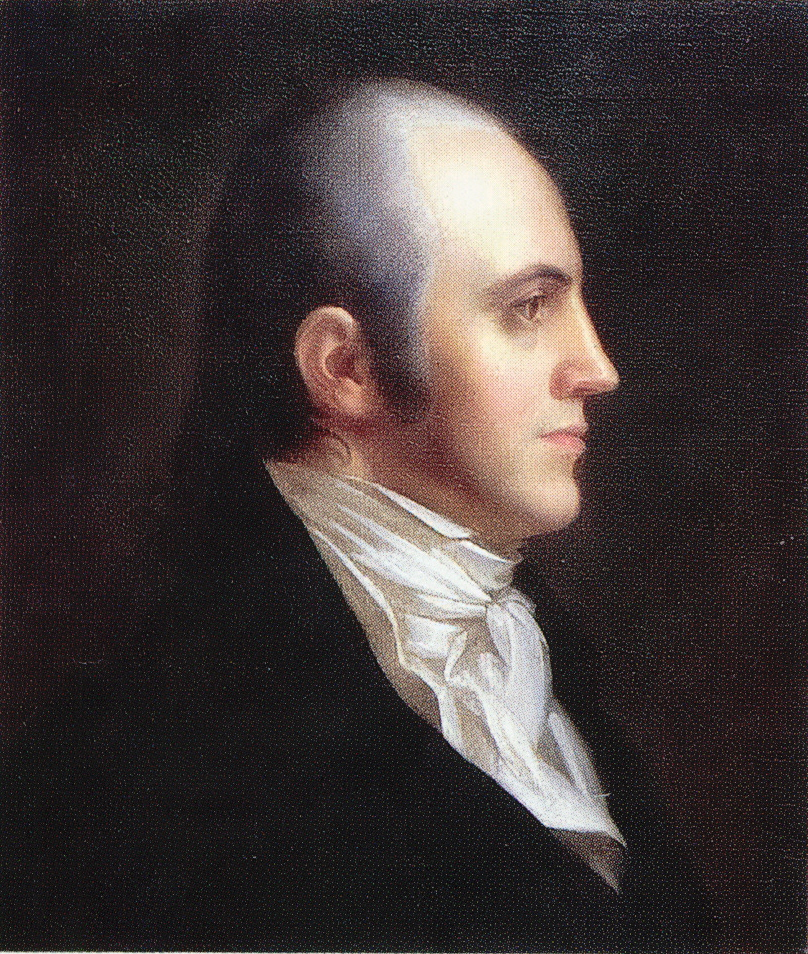
Aaron Burr dipinto da John Vanderlyn (1802)

I federalisti chiamavano Jefferson «un ateo in tema di religione e un fanatico in quello di politica» mentre i democratico-repubblicani tacciavano il presidente uscente e candidato John Adams di essere un guerrafondaio spendaccione e un monarchico sotto mentite spoglie che sognava di restituire al Regno Unito le sue antiche colonie.
In tale clima politico Hamilton mise in atto manovre tra i membri della camera dei rappresentanti per convincerli a votare per Thomas Jefferson che, seppure esponente del partito avversario, era preferibile rispetto a Burr: scrisse a vari di loro suggerendo che come presidente Jefferson sarebbe stata una figura più affidabile «essendo conosciuto e rispettato in Europa», «incline alla probità» e desideroso di dare al Paese un «governo ordinato» a differenza di Burr, dipinto come uomo senza scrupoli, «fallito al di là di ogni possibilità di redenzione», «abituato ad arricchirsi con i soldi pubblici» e «interessato solo al suo benessere e al potere fine a sé stesso».

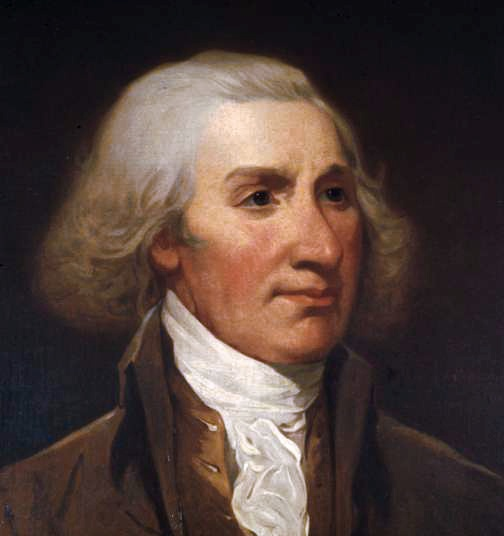
Philip Schuyler, senatore e suocero di Hamilton, dipinto da Jacob H. Lazarus (1881)

Ancora, in una lettera al suo amico James McHenry, già segretario alla Guerra fino a un anno prima, Hamilton scrisse il 4 gennaio 1801 che nulla gli provocava maggior dispiacere che «apprendere che il partito federalista stava seriamente pensando di sostenere la candidatura presidenziale di Aaron Burr», aggiungendo che «probabilmente Burr si prenderà degli impegni, ma lo farà mentre ride sotto i baffi e alla prima occasione in cui ciò gli tornerà comodo mancherà di onorarli».
In una successiva lettera al suo amico, Hamilton descrisse Burr come un «licenzioso amante del lusso», accusandolo di favorire gli interessi della Holland Land Company, consorzio olandese che a norma di legge non avrebbe potuto acquistare terreni negli Stati Uniti essendo proibito a stranieri di possedere proprietà fondiarie nel Paese; un emendamento di legge proposto proprio da Burr nel 1798, invece, permise agli olandesi — che fino ad allora avevano usato loro prestanome americani — di acquistare circa 13 000 km² di proprietà terriere lungo le rive del fiume Genesee, in prossimità del lago Ontario.
L'ostilità crebbe anche perché nel 1804 Burr si candidò alla carica di governatore di New York e Hamilton mise in opera qualsiasi mezzo per impedirgli di venire eletto: il 24 aprile di quell'anno apparve su un quotidiano di Albany, città sede del governo dello stato, una lettera di Charles D. Cooper a Philip Schuyler, all'epoca ancora senatore, in cui Cooper riportava che «il generale Hamilton e il giudice Kent hanno in sostanza dichiarato di considerare Burr un pericolo e non meritevole di fiducia a ricoprire alcun incarico di governo», aggiungendo di essere in grado di testimoniare circa «opinioni persino più diffamatorie espresse dal generale Hamilton nei riguardi del signor Burr» durante una cena elettorale.
Burr, risentito, chiese conto ad Hamilton delle sue affermazioni invitandolo a ritirarle o a disconoscerle, ma Hamilton scrisse una verbosa e articolata risposta a Burr dichiarando, in sostanza, che non poteva essere ritenuto responsabile di quanto Cooper avesse capito del suo discorso, e che era comunque disposto ad assumersi le proprie responsabilità in caso Burr fosse insoddisfatto della risposta; una costante del carteggio tra Hamilton e Burr fu che quest'ultimo si attendeva ammissioni o smentite che potessero giustificare la ricostruzione di Cooper laddove Hamilton ribatteva che non vi fossero dettagli a sostegno. La situazione non migliorò e Burr perse a giugno le elezioni contro Morgan Lewis, che entrò in carica il 1º luglio successivo.
Il 21 giugno Burr scrisse a Hamilton che «le divisioni politiche non possono mai esimere qualsivoglia gentiluomo dall'obbligo di aderire scrupolosamente alle regole dell'onore e del decoro», e Hamilton ribatté il giorno successivo di non avere «altre risposte da dare oltre a quelle già date». Due mediatori, l'avvocato e futuro giudice federale William P. Van Ness per Burr e il giudice di contea Nathaniel Pendleton per Hamilton, fecero da latori della corrispondenza; quest'ultimo chiese a Van Ness di far giungere a Burr una sua nota personale, nella quale riferì che
(Winfield, pp. 217-18)
Ancora Pendleton sottopose a Burr tramite Van Ness un'altra nota personale, per informare Burr di quanto Hamilton fosse disposto a dare conto:
(Winfield, p. 218)
Quanto esposto fu giudicato irricevibile e offensivo da Burr e a nulla valsero le mediazioni di Van Ness e Pendleton, perché Burr sfidò a duello Hamilton, che accettò.

## Il duello

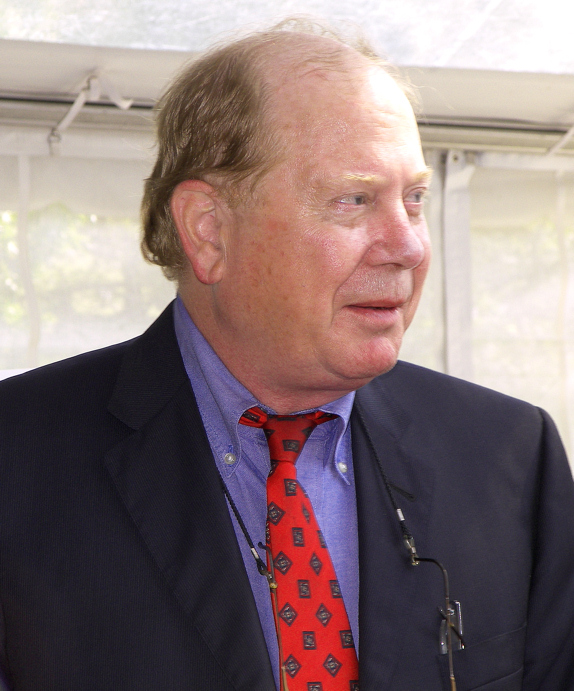
Joseph Ellis (1943-), uno degli storici che ha studiato il duello

Nessuno dei due contendenti era digiuno di duelli: Hamilton ne vantava diversi, uno dei quali con il futuro presidente James Monroe (singolarmente, con Burr padrino di quest'ultimo), e con lo stesso Burr già ne aveva avuto un altro o, secondo Burr, altri due.
Inoltre Burr aveva avuto già un duello con James Church, cognato della moglie di Hamilton, che lo aveva accusato di corruzione nel citato affare degli investitori olandesi nelle proprietà sul lago Ontario, e il figlio di Hamilton, Philip, era rimasto ucciso in un altro duello nel 1801 contro il capitano George I. Eacker.

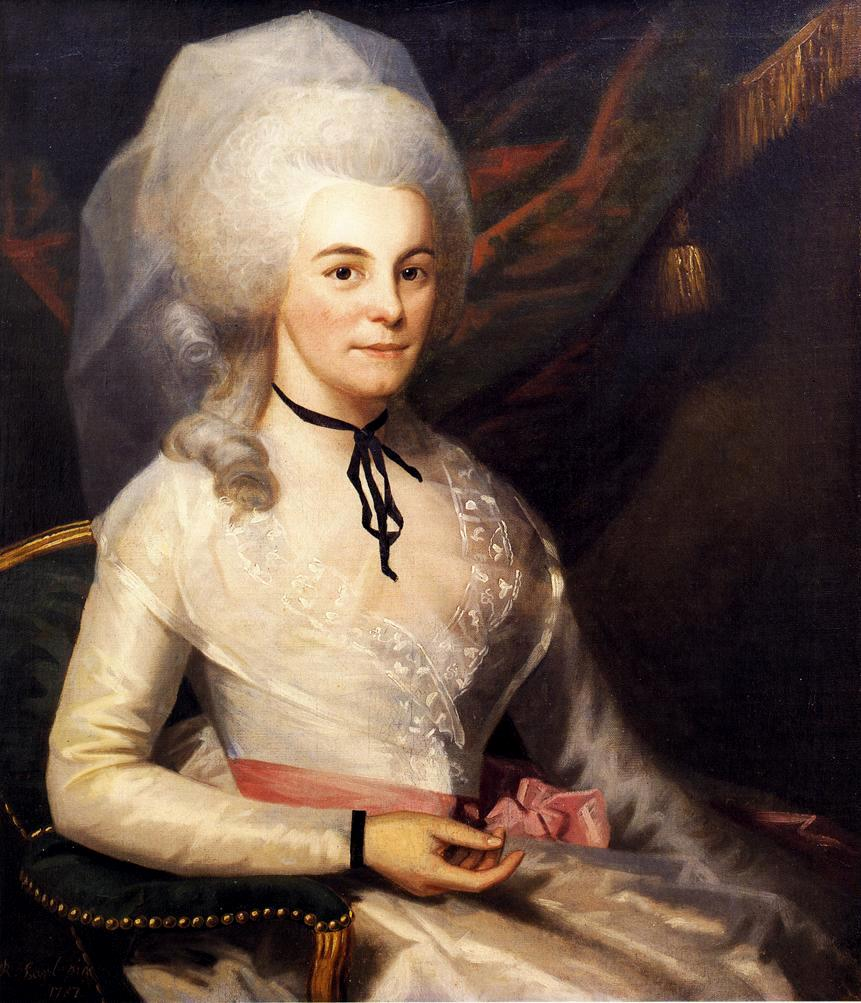
Elizabet Schuyler, moglie di Hamilton, dipinta da Ralph Earl (1787)

La memoria di questi fatti aveva indotto Hamilton a lasciare uno scritto in cui esprimeva varie ragioni per le quali non avrebbe dovuto accettare il duello, tra le quali il timore di lasciare la famiglia senza sostentamento e i doveri verso il suo Paese, che gli imponevano di non mettere a rischio la vita per una questione di principio.
Tuttavia prevalsero altre considerazioni, la principale delle quali era che di fronte al rischio di morte in battaglia non si era mai tirato indietro, e quindi non lo avrebbe fatto neppure in tale occasione.
Dal canto suo Burr lasciò diverse lettere, una delle quali a sua figlia Theodosia, il cui incipit recitava che quella poteva essere l'ultima che le scriveva.
La data del duello fu fissata per l'11 luglio successivo intorno alle sette del mattino; né New York né il New Jersey ammettevano duelli nelle loro giurisdizioni, ma fu scelta un'area di quest'ultimo stato, una radura vicino Weehawken, per via della minore severità con cui nei suoi tribunali venivano trattate le infrazioni a tale divieto; onde evitare conseguenze legali ai testimoni del duello, furono messe in atto misure atte a permetter loro di negare plausibilimente ogni responsabilità: per esempio le armi viaggiarono nascoste, sì da permettere ai traghettatori di affermare sotto giuramento di non averle mai viste; fu loro ordinato di non osservare la scena del duello e di dar le spalle ai duellanti e ai loro padrini, etc.
La mattina dell'11 luglio Burr giunse primo a Weehawken, intorno alle 6:30, con il suo padrino Van Ness e due testimoni; Hamilton sbarcò più tardi, circa alle sette, accompagnato dal suo padrino Pendleton e da un medico, di nome David Hosack, che per comune accordo dei padrini si sarebbe dovuto occupare del loro stato di salute.
Le armi usate furono due pistole Wogdon & Barton, prodotte da due armaioli londinesi, fornite dal cognato di Hamilton John Barker Church.
I resoconti dei testimoni non concordano sullo svolgimento del duello: secondo la ricostruzione postuma (1874) di Winfield basata sulle testimonianze dei padrini, Hamilton e Burr spararono quasi contemporaneamente ma Hamilton, il primo a tirare, avrebbe intenzionalmente sbagliato bersaglio; Burr invece colpì Hamilton tra la seconda e la terza costola, danneggiandogli fegato e diaframma; Burr si sarebbe avvicinato ad Hamilton «con atteggiamento dispiaciuto», secondo Pendleton, ma sarebbe stato tirato via quasi subito da Van Ness che lo nascose dietro un ombrello per impedire al sopraggiungente Hosack e ai traghettatori di riconoscerlo.
Lo storico Joseph Ellis nel suo Founding Brothers (2000) diede la sua versione:
(Ellis, p. 20)

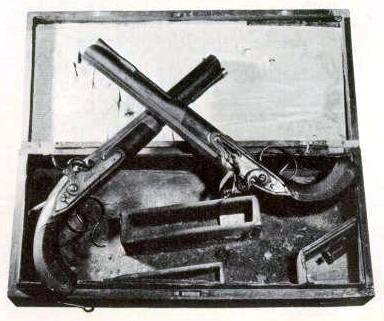
Le due pistole Wogdon & Barton usate per il duello

Il resoconto di David Hosack, convocato come testimone in tribunale (in cui asserì di non aver visto Burr per via della citata macchinazione architettata dai padrini), sostanzialmente riferisce dello stato di salute di Hamilton, non potendo in buona fede confermare di avere visto chicchessia impegnato a duello:
((EN) William P. Van Ness, William P. Van Ness vs. the People [January 1805], Duel papers, New-York Historical Society.)
Hamilton morì la mattina seguente nella sua casa di New York assistito dalla moglie Elizabeth e la sua cognata Angelica.
Il 17 luglio Pendleton e Van Ness rilasciarono alla stampa un comunicato congiunto sull'episodio.
Benché entrambi concordi sul fatto che il regolamento prevedeva che il secondo designato dovesse sparare dopo tre secondi almeno dal primo, vi fu divergenza su quale dei duellanti avesse sparato per primo:
(Joint Statement by William P. Van Ness and Nathaniel Pendleton on the Duel between Alexander Hamilton and Aaron Burr [New York, July 17, 1804])

## Conseguenze del duello
Trattandosi di un fatto che coinvolse due figure di primo piano della politica nazionale, il duello finì subito sulle pagine dei giornali e scatenò accese polemiche; alle dieci del mattino, circa tre ore dopo la sparatoria, la notizia circolava per New York, e un dispaccio d'agenzia affisso sulla bacheca del Tontine Coffee House a Wall Street informava i passanti che «il generale Hamilton è stato colpito in duello questa mattina dal colonnello Burr, e si presume che sia stato ferito mortalmente».
Cogliendo la palla al balzo, Federalisti e Repubblicani insieme tesserono le lodi di Hamilton e dipinsero Burr come un assassino; tale fu l'indignazione nei confronti del vicepresidente che questi fu costretto a fuggire da New York e non farvi più ritorno per i successivi otto anni.
Benché quindi avesse ottenuto soddisfazione per le offese al suo onore, Burr fu visto a posteriori come il vero sconfitto del duello (laddove Hamilton, invece, fu rivalutato per non avere fatto marcia indietro sulle affermazioni che lui riteneva «di natura solamente politica» su Burr e nel contempo accettato un duello che a termini di legge poteva rifiutare essendo illegale, ma che avrebbe messo a rischio la sua, di onorabilità): Burr, infatti, non riuscì a guadagnarsi i favori dell'opinione pubblica e a causa di ciò la sua carriera politica terminò con tale episodio, essendo stata la sua immagine irrimediabilmente macchiata.

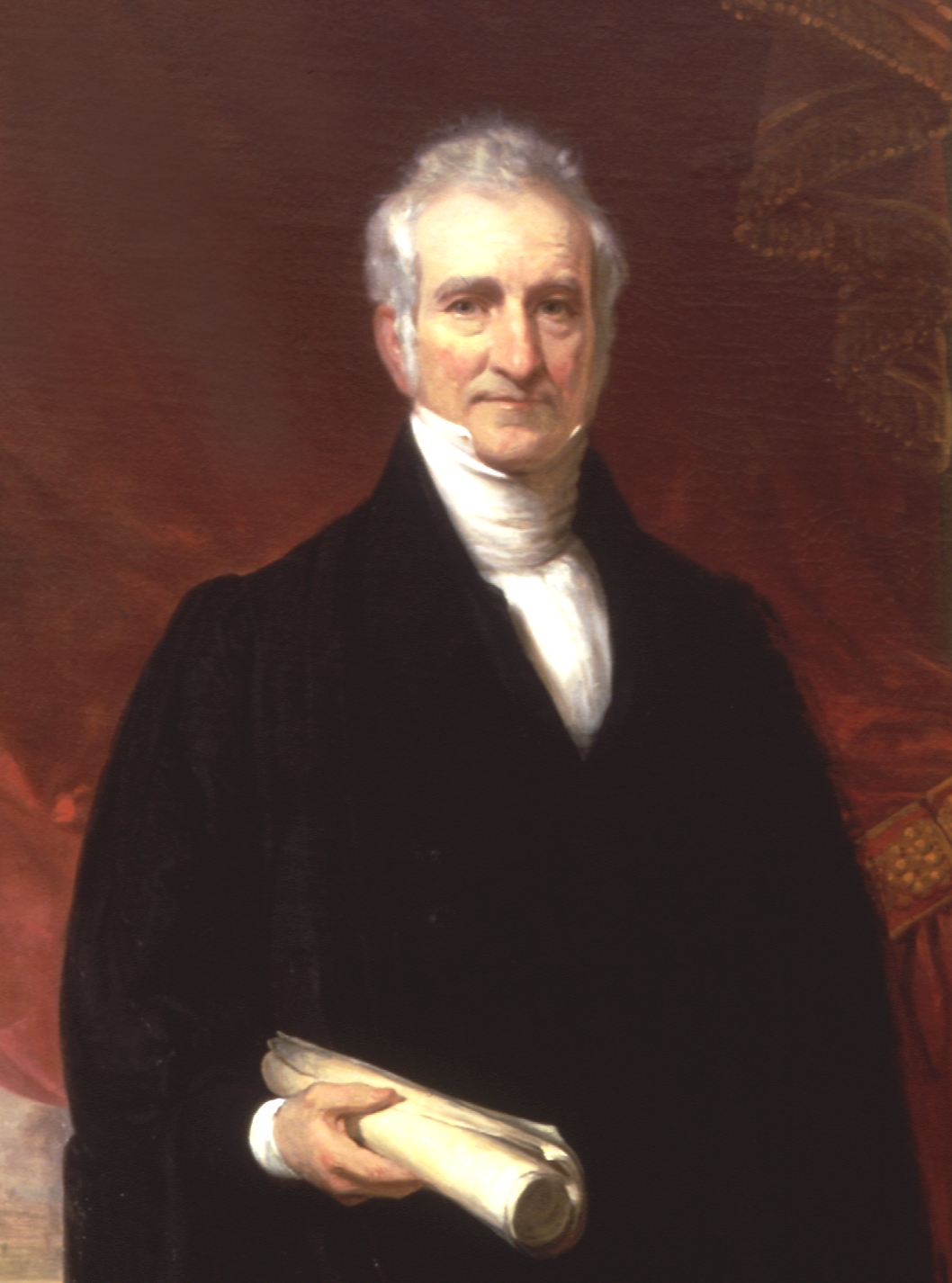
Eliphalet Nott, il reverendo che nel 1804 tenne un sermone contro il duello

La storica di Yale Joanne Freeman, studiosa della vita di Hamilton, raccomanda tuttavia di leggere l'episodio alla luce del quadro dei rapporti sociali, politici e personali dell'epoca.
Freeman suggerisce infatti che, contrariamente a quanto i fatti potrebbero indicare, le persone coinvolte nella vicenda non erano avidi opportunisti o fatalisti a vocazione suicida che agivano sotto il fatuo pretesto dell'onore: al contrario si trattava di uomini la cui ambizione personale si sovrapponeva ai doveri che sentivano di avere per la collettività, e che non erano più in grado di distinguere tra la loro identità di gentiluomini e il loro ruolo pubblico di guide politiche.

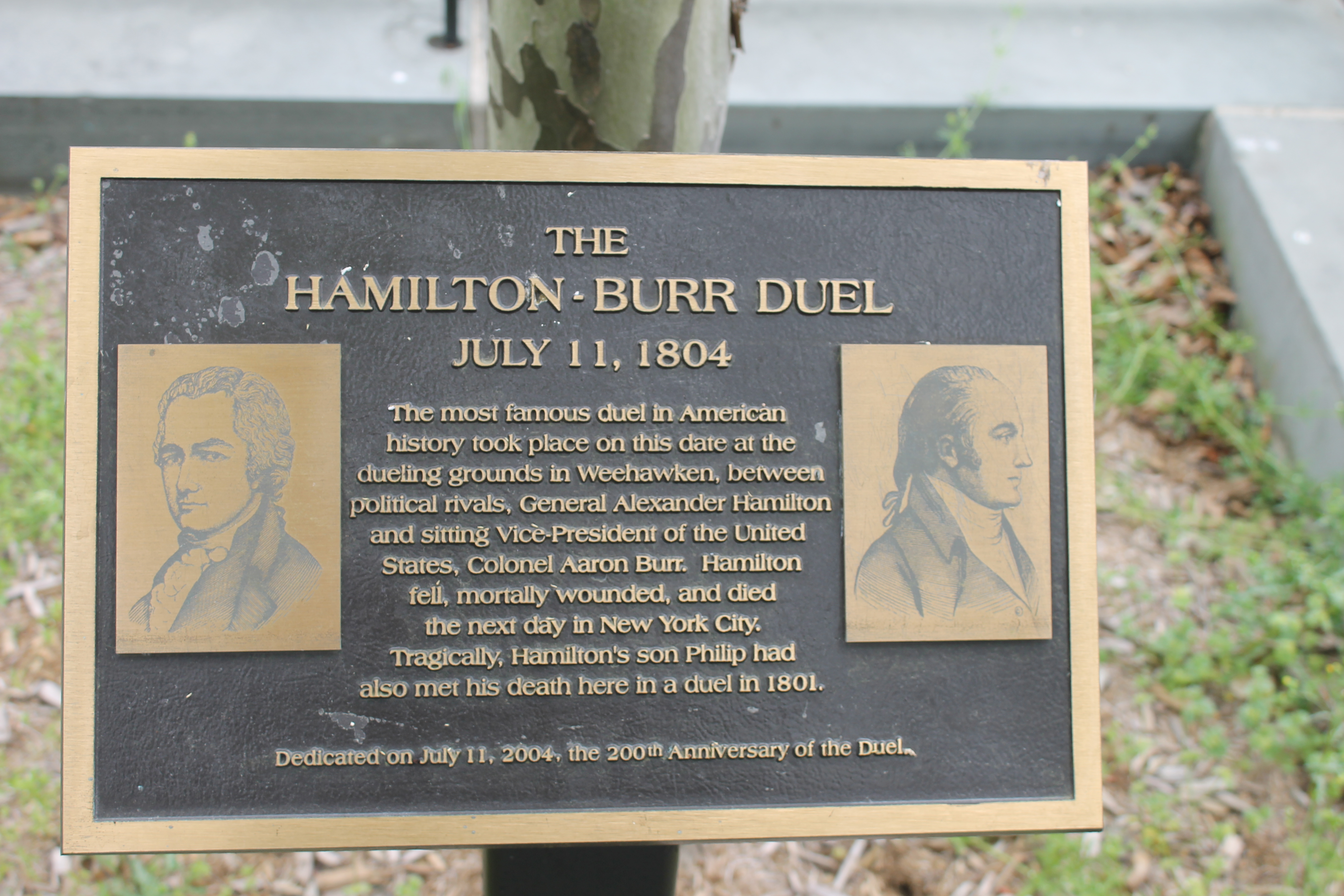
Targa commemorativa del bicentenario del duello eretta a Weehawken nel 2004

In quel periodo era preventivabile che molte lotte politiche potessero risolversi in un duello, perché non vi era modo di evitare che l'opposizione politica potesse andare a toccare anche la sfera personale.
Hamilton ammise sul suo letto di morte di avere avuto da molto tempo l'impressione che la propria vita fosse esposta a Burr, intendendo con ciò che le sue polemiche politiche lo rendevano vulnerabile a eventuali sfide lanciate da Burr per difendere il proprio onore.
Dopo le risultanze di un coroner sul corpo di Hamilton, nell'agosto 1804 Burr fu incriminato da un giudice di New York per l'organizzazione illegale di un duello e per l'omicidio volontario di Hamilton; analogo procedimento (a parte l'accusa di duello) subì da una corte della contea di Bergen in New Jersey nel novembre successivo.
Burr, nel frattempo a Washington per il suo ufficio pubblico, scrisse a sua figlia Theodosia che era in atto «un contenzioso di natura singolare tra gli stati di New York e New Jersey: essenzialmente, stanno litigando su chi avrà l'onore di impiccare il vicepresidente. Sarai tenuta informata su tempi e modalità dell'evento. Comunque vada, puoi contare su ottima compagnia, allegria e cose mai viste».
Le accuse di omicidio volontario, comunque, decaddero, ma rimase in piedi quella di avere organizzato un duello illegale, che gli costò per vent'anni l'inibizione al voto sia attivo che passivo e il divieto a praticare professioni leguleie.
Terminato il mandato da vicepresidente Burr fu anche processato, e assolto, per tradimento, rifugiò in Europa, rientrò sotto falso nome negli Stati Uniti e sposò, nel 1833, la cinquantottenne ereditiera Eliza Bowen Jumel, verosimilmente per poter usufruire del suo patrimonio; questa si accorse delle reali intenzioni di Burr quando egli prese a spendere per garantirsi un tenore agiato di vita, e chiese il divorzio, la cui causa fu patrocinata in tribunale da Alexander Hamilton jr, figlio di colui che uccise in duello; la causa non terminò perché Burr morì il 14 settembre 1836 a ottant'anni lasciando un alone negativo sulla sua persona, la cui memoria anche successivamente non godé di buona fama.
L'evento fu anche l'occasione per richiamare l'attenzione sulla contrarietà dell'opinione pubblica circa l'usanza di risolvere le dispute e le questioni d'onore tramite i duelli e la necessità di abolirli a livello nazionale.
Il reverendo Eliphalet Nott, pastore ad Albany della chiesa riformata olandese frequentata da Philip Schuyler, tenne un sermone, quasi subito dato alle stampe, di condanna dell'istituto del duello.
Nel 1806 il reverendo Lyman Beecher, pastore presbiteriano di Long Island, richiamando l'evento di due anni prima, fece appello all'elettorato di New York perché si attivasse per eliminare dall'Unione la pratica del duello; lo stesso sermone fu ristampato nel 1809 come programma politico dell'Anti-Duelling Association of New York.

## Il duello nella cultura di massa

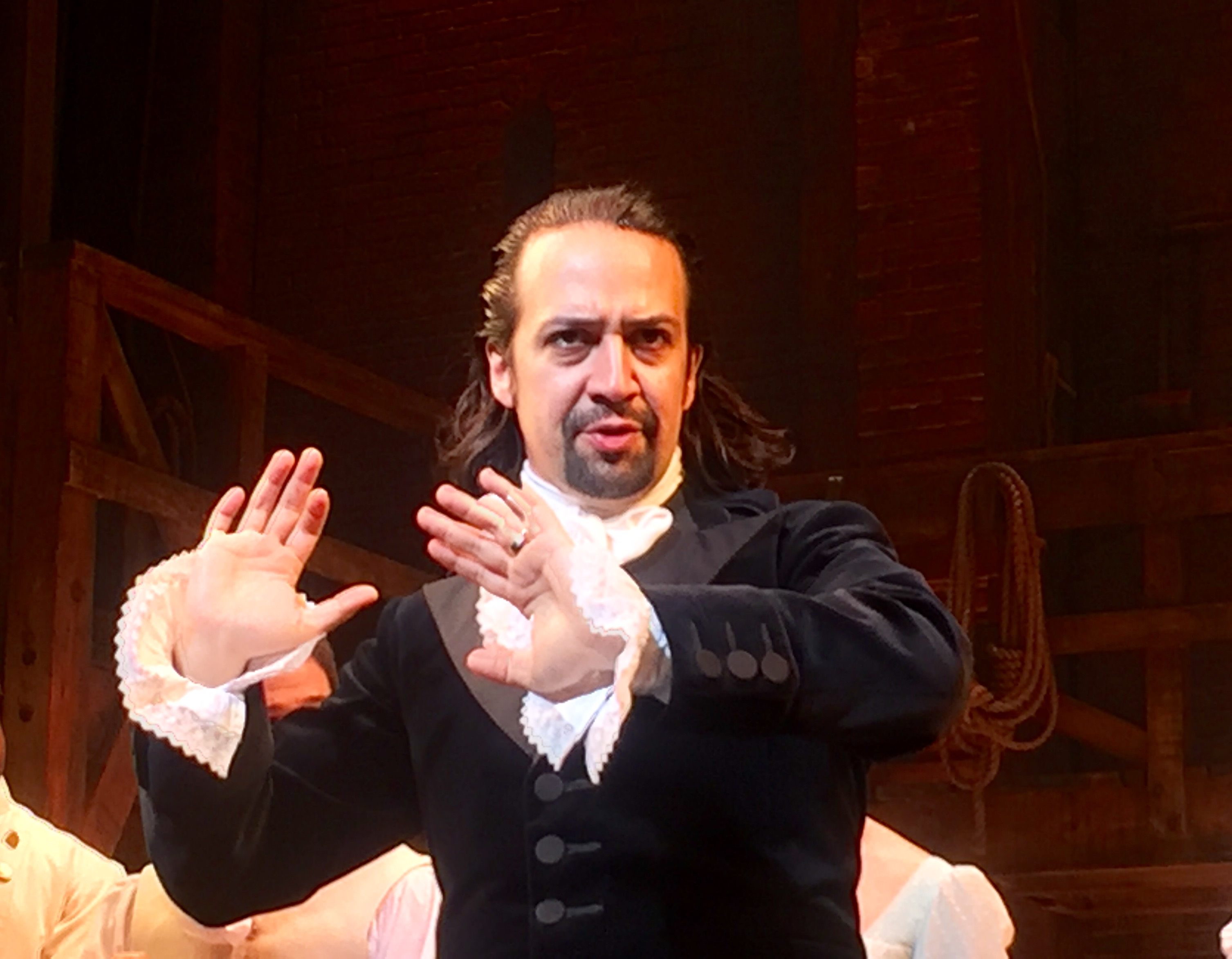
Lin-Manuel Miranda interpreta Hamilton nel musical omonimo (2015)

Nel suo romanzo storico Burr (1973) Gore Vidal immagina un anziano Aaron Burr tornare sul luogo del duello trent'anni più tardi e rivivere la giornata prima di raccontare le conseguenze che dovette affrontare per il suo gesto. Vidal suggerì che la causa del duello fossero le accuse di incesto con la figlia Theodosia rivolte da Hamilton a Burr.
Nella campagna pubblicitaria Got Milk? lanciata negli Stati Uniti negli anni novanta del XX secolo per invitare il pubblico al consumo di latte, uno degli spot, diretto nel 1993 da Michael Bay, faceva riferimento al duello: per la precisione, il protagonista dello spot, interpretato da Sean Whalen, mentre sta ingurgitando un panino al burro d'arachidi, si ritrova la bocca impastata e non è in grado di dare una risposta intellegibile al presentatore radiofonico che domanda, per diecimila dollari, chi avesse sparato ad Alexander Hamilton: prova quindi a bere del latte ma ha terminato il contenitore e il presentatore gli comunica che il tempo è scaduto.
Lo spot fu ammesso nel 2009 nella Hall of Fame di Clio, l'organizzazione che assegna annualmente i premi alle migliori pubblicità.
Nel 2004 lo storico Ron Chernow pubblicò un libro biografico omonimo su Alexander Hamilton; a tale libro è ispirato il musical Hamilton, del 2015, scritto da Lin-Manuel Miranda, che nella prima rappresentazione Off-Broadway fu anche il protagonista; Aaron Burr fu interpretato dall'attore di colore Leslie Odom Jr. il quale interpretò anche lo spot pubblicitario di lancio della rappresentazione teatrale, che fece il verso a quello di vent'anni prima di Got Milk?.
L'11 luglio 2004 ebbe luogo a Weehawken una rievocazione storica del duello di due secoli prima in cui i duellanti furono Douglas Hamilton, discendente diretto di Alexander, e Antonio Burr, discendente di un cugino di Aaron.
L'evento, che richiamò l'attenzione di un migliaio di persone, vide la presenza di circa un centinaio, complessivamente, di discendenti dei duellanti, e fu la prima occasione dall'epoca del duello in cui esponenti delle due famiglie si incontrarono.
Benché la rievocazione si sia tenuta nello stesso bosco dove si svolse il duello, il luogo esatto è sconosciuto perché il fiume Hudson e l'oceano Atlantico hanno ridisegnato più volte il profilo costiero e reso inutilizzabili le mappe dell'epoca.
Sul luogo del duello è sorto un parco memoriale intitolato ad Alexander Hamilton, che ospita anche una colonna con busto dell'ex segretario al Tesoro e due targhe, una a commemorazione del duello e l'altra a ricordo di tutti i duelli che si tennero nell'area, compreso quello dove Philip Hamilton, figlio di Alexander, perse la vita nel 1801.

## Letteratura sull'argomento
- (EN) Alexander Hamilton, Jacob E. Cooke, Harold C. Syrett, The Papers of Alexander Hamilton, New York, Columbia University Press, 1961–1987, ISBN 0-231-08202-9.
- (EN) Gore Vidal, Burr, 1ª ed., New York, Vintage Books, 2000  [1973], ISBN 0-375-70873-1.
- (EN) Thomas Fleming, The Duel: Alexander Hamilton, Aaron Burr, and the Future of America, New York, Perseus Books, 1999, ISBN 0-465-01736-3.